# 月刊陸上競技
『月刊陸上競技』（げっかんりくじょうきょうぎ）は、陸上競技社が編集し、講談社と共同で発行する陸上競技専門誌である。1967年6月創刊。毎月14日発売。全日本実業団陸上競技連合・日本学生陸上競技連合などの機関紙となっている。
直近の大会の速報を始め、国内トップ選手へのインタビューなどを掲載している。

## 特徴
ライバル誌の『陸上競技マガジン』に比べて大きい判型を採用している。また、海外の報道に明るく、毎月世界各国のトップ選手の独占インタビュー記事を掲載している。